# 石川一光
石川 一光（いしかわ かずみつ）は、安土桃山時代の武将。初名は貞友。石川 兵助と称す。

## 略歴
石川家光の三男。美濃鏡島城主石川光政は長兄、丹波国の山奉行光重は次兄。ただし異説もある。
親・兄弟共に羽柴秀吉に仕える譜代衆の1人で、兵助は馬廻であった。
天正11年（1583年）4月、賤ヶ岳の戦いで一番槍として突入し、賤ヶ岳の七本槍に並ぶ戦功であったが、この戦いで兵助は拝郷五左衛門の突き出す槍に目を突かれて戦死したため、これを惜しんで、末弟頼明（長松）に、兄の代わりに一番槍の感状と1,000石が与えられた。
『常山紀談』では、戦いの前夜に福島市松（正則）と口論して喧嘩になり、刺し違えようほどであったが、明日の大戦を控えていると周囲に止められたので、口惜しかった兵助は「明日わが後影をみよかし」と啖呵を切って、翌日、柳瀬では只一人真っ先に突撃して一番槍を取ったものの討ち死にしたという逸話を載せて、怒りを戒めている。
他方、『武家事紀』では、賤ヶ岳の戦いでは石川兵助は秋田助右衛門と共に旗奉行であったというが、兵助は日ごろから加藤嘉明に男色の思入れがあり、自分の兜を脱いで嘉明に与えようとしたところ、嘉明は人の兜を付けて働けるかと激怒してこれを棄ててしまったので、兵助は兜を着けずに突撃して一番槍をつけ、敵の槍が左の目上に当たって打死んだという。